# Wayne McBean
Pour les articles homonymes, voir McBean.
Wayne Andrew McBean (né le 21 février 1969 à Calgary, dans la province de l'Alberta au Canada) est un joueur professionnel de hockey sur glace ayant évolué à la position de défenseur.

## Carrière
Après avoir remporté la Coupe Memorial avec les Tigers de Medicine Hat de la Ligue de hockey de l'Ouest avec qui il obtient le trophée Stafford-Smythe remis au joueur par excellence du tournoi de la coupe Memorial, Wayne McBean se voit être réclamé au premier tour par les Kings de Los Angeles lors du repêchage de 1987 de la Ligue nationale de hockey.
Commençant la saison 1987-1988 avec les Tigers, il est appelé à faire ses débuts dans la LNH où il prend part à 27 rencontres avec les Kings avant de retourner avec Medicine Hat avec qui il remporte une seconde coupe Memorial. Il rejoint lors de cette même saison l'équipe du Canada à l'occasion du championnat du monde junior où l'équipe remporte la médaille d'Or.
Revenu à la LNH la saison suivante, il dispute 33 rencontres avec les Kings et sept autres avec leur club affilié dans la Ligue américaine de hockey, les Nighthawks de New Haven, avant d'être impliqué dans une transaction avec les Islanders de New York qui permet à Los Angeles de mettre la mains sur le gardien Kelly Hrudey. McBean partage les cinq saisons suivantes entre les Islanders et la LAH avant de passer aux mains des Jets de Winnipeg au cours de la saison 1993-1994.
Le défenseur ne reste avec Winnipeg que l'instant de 31 parties avant de subir une opération à un poignet qui le tient à l'écart du jeu pour la saison suivante. Laissé sans protection durant cette saison, il est réclamé au ballotage par les Penguins de Pittsburgh mais ne dispute aucune rencontre pour ces derniers. Cette blessure récurrente au poignet le force à annoncer son retrait de la compétition au cours de l'été 1995.

## Statistiques

### Statistiques en club
| Saison     | Équipe                        | Ligue      |     | Saison régulière | Saison régulière | Saison régulière | Saison régulière | Saison régulière |   | Séries éliminatoires | Séries éliminatoires | Séries éliminatoires | Séries éliminatoires | Séries éliminatoires |
| Saison     | Équipe                        | Ligue      | PJ  | B                | A                | Pts              | Pun              | PJ               | B | A                    | Pts                  | Pun                  |                      |                      |
| 1985-1986  | Tigers de Medicine Hat        | LHOu       | 67  | 1                | 14               | 15               | 73               | 25               | 1 | 5                    | 6                    | 36                   |                      |                      |
| 1986-1987  | Tigers de Medicine Hat        | LHOu       | 71  | 12               | 41               | 53               | 163              | 20               | 2 | 8                    | 10                   | 40                   |                      |                      |
| 1987       | Tigers de Medicine Hat        | Memorial   | -   | -                | -                | -                | -                | 5                | 1 | 1                    | 2                    | 4                    |                      |                      |
| 1987-1988  | Tigers de Medicine Hat        | LHOu       | 30  | 15               | 30               | 45               | 48               | 16               | 6 | 17                   | 23                   | 50                   |                      |                      |
| 1988       | Tigers de Medicine Hat        | Memorial   | -   | -                | -                | -                | -                | 5                | 1 | 4                    | 5                    | 8                    |                      |                      |
| 1987-1988  | Kings de Los Angeles          | LNH        | 27  | 0                | 1                | 1                | 26               | -                | - | -                    | -                    | -                    |                      |                      |
| 1988-1989  | Nighthawks de New Haven       | LAH        | 7   | 1                | 1                | 2                | 2                | -                | - | -                    | -                    | -                    |                      |                      |
| 1988-1989  | Kings de Los Angeles          | LNH        | 33  | 0                | 5                | 5                | 23               | -                | - | -                    | -                    | -                    |                      |                      |
| 1988-1989  | Islanders de New York         | LNH        | 19  | 0                | 1                | 1                | 12               | -                | - | -                    | -                    | -                    |                      |                      |
| 1989-1990  | Islanders de New York         | LNH        | 5   | 0                | 1                | 1                | 2                | 2                | 1 | 1                    | 2                    | 0                    |                      |                      |
| 1989-1990  | Indians de Springfield        | LAH        | 58  | 6                | 33               | 39               | 48               | 17               | 4 | 11                   | 15                   | 31                   |                      |                      |
| 1990-1991  | Islanders de New York         | LNH        | 52  | 5                | 14               | 19               | 47               | -                | - | -                    | -                    | -                    |                      |                      |
| 1990-1991  | Islanders de Capital District | LAH        | 22  | 9                | 9                | 18               | 19               | -                | - | -                    | -                    | -                    |                      |                      |
| 1991-1992  | Islanders de New York         | LNH        | 25  | 2                | 4                | 6                | 18               | -                | - | -                    | -                    | -                    |                      |                      |
| 1992-1993  | Islanders de Capital District | LAH        | 20  | 1                | 9                | 10               | 35               | 3                | 0 | 1                    | 1                    | 9                    |                      |                      |
| 1993-1994  | Islanders de New York         | LNH        | 19  | 1                | 4                | 5                | 16               | -                | - | -                    | -                    | -                    |                      |                      |
| 1993-1994  | Jets de Winnipeg              | LNH        | 31  | 2                | 9                | 11               | 24               | -                | - | -                    | -                    | -                    |                      |                      |
| 1993-1994  | Golden Eagles de Salt Lake    | LIH        | 5   | 0                | 6                | 6                | 2                | -                | - | -                    | -                    | -                    |                      |                      |
| Totaux LNH | Totaux LNH                    | Totaux LNH | 211 | 10               | 39               | 49               | 168              | 2                | 1 | 1                    | 2                    | 0                    |                      |                      |

### Statistiques en équipe nationale
| Année | Équipe | Compétition                 |   | PJ | B | A | Pts | Pun           |  | Résultat |
| 1988  | Canada | Championnat du monde junior | 7 | 1  | 0 | 1 | 2   | Médaille d'or |  |          |

## Honneurs et trophées
- Ligue de hockey de l'Ouest
  - Nommé dans la première équipe d'étoiles de l'Est en 1987.
- Coupe Memorial
  - Vainqueur de deux tournois avec les Tigers de Medicine Hat en 1987 et 1988.
  - Nommé dans l'équipe d'étoiles du tournoi en 1987.
  - Récipiendaire du trophée Stafford-Smythe remis au joueur par excellence du tournoi en 1987.

## Transactions en carrière
- Repêchage 1987 : repêché par les Kings de Los Angeles (1er choix de l'équipe, 4e au total).
- 22 février 1989 : échangé par les Kings avec Mark Fitzpatrick et des compensations futures (les Kings cèdent Doug Crossman le 23 mai 1989) aux Islanders de New York en retour de Kelly Hrudey.
- 23 décembre 1991 : rate le reste de la saison en raison d'une blessure à un genou subi lors d'une rencontre face aux Penguins de Pittsburgh.
- 1er février 1994 : échangé par les Islanders aux Jets de Winnipeg en retour de Yan Kaminsky.
- octobre 1994 : rate la saison 1994-1995 en raison d'une opération à un poignet.
- 18 janvier 1995 : réclamé au ballotage par les Penguins de Pittsburgh.